# Sara Montiel
Sara Montiel, o també Sarita Montiel, nom artístic de María Antonia Abad Fernández (Campo de Criptana, 10 de març de 1928 - Madrid, 8 d'abril de 2013), va ser una vedet, cantant de cuplets i actriu que va participar en més de seixanta pel·lícules, sobretot a les dècades dels 50 i dels 60.
Va ser la primera espanyola a triomfar a Hollywood, on va treballar amb les més grans estrelles internacionals del moment, com per exemple Gary Cooper, Burt Lancaster, Joan Fontaine, Vincent Price i Charles Bronson. És considerada com un mite del cinema. En 2010 va ser guardonada per la Medalla d'Or al Mèrit del Treball pels 67 anys de carrera.
Entre les seves pel·lícules es pot destacar Vera Cruz, de Robert Aldrich; El último cuplé, de Juan de Orduña i rodada a El Molino, i La violetera, de Luis Cesar Amadori. A algunes de les seves pel·lícules ja cantava boleros i cuplets, però no va ser fins a la dècada del 1970 que no va volcar-se més en la seva carrera com a cantant i artista en directe de varietats. Algunes de les seves cançons més mítiques són Bésame mucho i Fumando espero. També va començar a fer televisió, sempre dintre de l'entreteniment i les varietats, com per exemple el programa Ven al Paralelo, rodat al teatre Arnau de Barcelona.
Els darrers anys va seguir cantant i en contacte amb el cinema. En 2003 va gravar el tema Nena per a la banda sonora de la pel·lícula Mil nubes de paz i en 2004 va posar dues cançons a La mala educación. En 2009 va gravar un exitós single, Absolutamente, amb Fangoria, i va actuar al corresponent videoclip.

## Premis i honors
- 1957: Premi a la Millor Actriu pel Sindicat d'Actors d'Espanya, per El último cuplé
- 1958: Premi a la Millor Actriu pel Sindicat d'Actors d'Espanya, per La violetera
- 1981: Ben Gurion Medal of Valor d'Israel
- 1983: Medalla de la Legió d'Honor francesa
- 1987: Premi Ricardo Montalbán Nosotros Foundation Golden Eagle de Hollywood a la seva carrera
- 1997: Medalla d'Or de l'Acadèmia de les Arts i les Ciències d'Espanya per la seva carrera
- 2010: Medalla d'Or al Mèrit del Treball del govern de Castella - La Manxa per la seva carrera

## Entrevista
- (castellà)